# Fox Lake (Montana)
Fox Lake es un lugar designado por el censo ubicado en el condado de Richland en el estado estadounidense de Montana. En el Censo de 2010 tenía una población de 158 habitantes y una densidad poblacional de 10,77 personas por km².

## Geografía
Fox Lake se encuentra ubicado en las coordenadas 47°41′9″N 104°37′50″O / 47.68583, -104.63056. Según la Oficina del Censo de los Estados Unidos, Fox Lake tiene una superficie total de 14.67 km², de la cual 10.81 km² corresponden a tierra firme y (26.29%) 3.86 km² es agua.

## Demografía
Según el censo de 2010, había 158 personas residiendo en Fox Lake. La densidad de población era de 10,77 hab./km². De los 158 habitantes, Fox Lake estaba compuesto por el 97.47% blancos, el 0.63% eran afroamericanos, el 0% eran amerindios, el 0% eran asiáticos, el 0% eran isleños del Pacífico, el 1.27% eran de otras razas y el 0.63% pertenecían a dos o más razas. Del total de la población el 1.27% eran hispanos o latinos de cualquier raza.